# 데니스 이와무라
데니스 이와무라(포르투갈어: Denis Iwamura, 1979년 8월 1일 ~ )는 브라질 출신의 축구 지도자이다.
| 전임 윤성효 | 부산 아이파크 감독대행 2015 | 후임 최영준 |